# Devil Inside (INXS)
Devil Inside è un singolo del gruppo musicale australiano INXS, pubblicato nel 1988 ed estratto dall'album Kick.

## Storia
Il brano è stato scritto da Andrew Farriss e Michael Hutchence.
La canzone ha avuto molto successo negli Stati Uniti.
Il chitarrista e sassofonista Kirk Pengilly ha dichiarato in un'intervista che non gli piaceva il video musicale di "Devil Inside", perché pensava che fosse "troppo americano".
Il video è stato girato a Balboa, in California, e diretto da Joel Schumacher.
La canzone è stata descritta nel film Rock Starand TV Hindsight.
Il 19 marzo 2014, HBO ha pubblicato il trailer finale per la quarta stagione di Game of Thrones, con la versione di "Devil Inside" di London Grammar.

## Formazione
- Michael Hutchence - voce
- Tim Farriss - chitarra
- Kirk Pengilly - chitarra, cori
- Garry Beers - basso, cori
- Andrew Farriss - tastiere
- John Farriss - batteria

## Tracce
- 7"

1. Devil Inside
2. On the Rocks